# گمینا ستارا کورنگتسا
گمینا ستارا کورنگتسا (به لهستانی:  Gmina Stara Kornica) یک گمینا در لهستان است که در شهرستان ووشتسه واقع شده‌است. گمینا ستارا کورنگتسا ۱۱۹٫۳۳ کیلومتر مربع مساحت و ۴٬۹۹۸ نفر جمعیت دارد.